# Waldfriedhof Rheinfelden

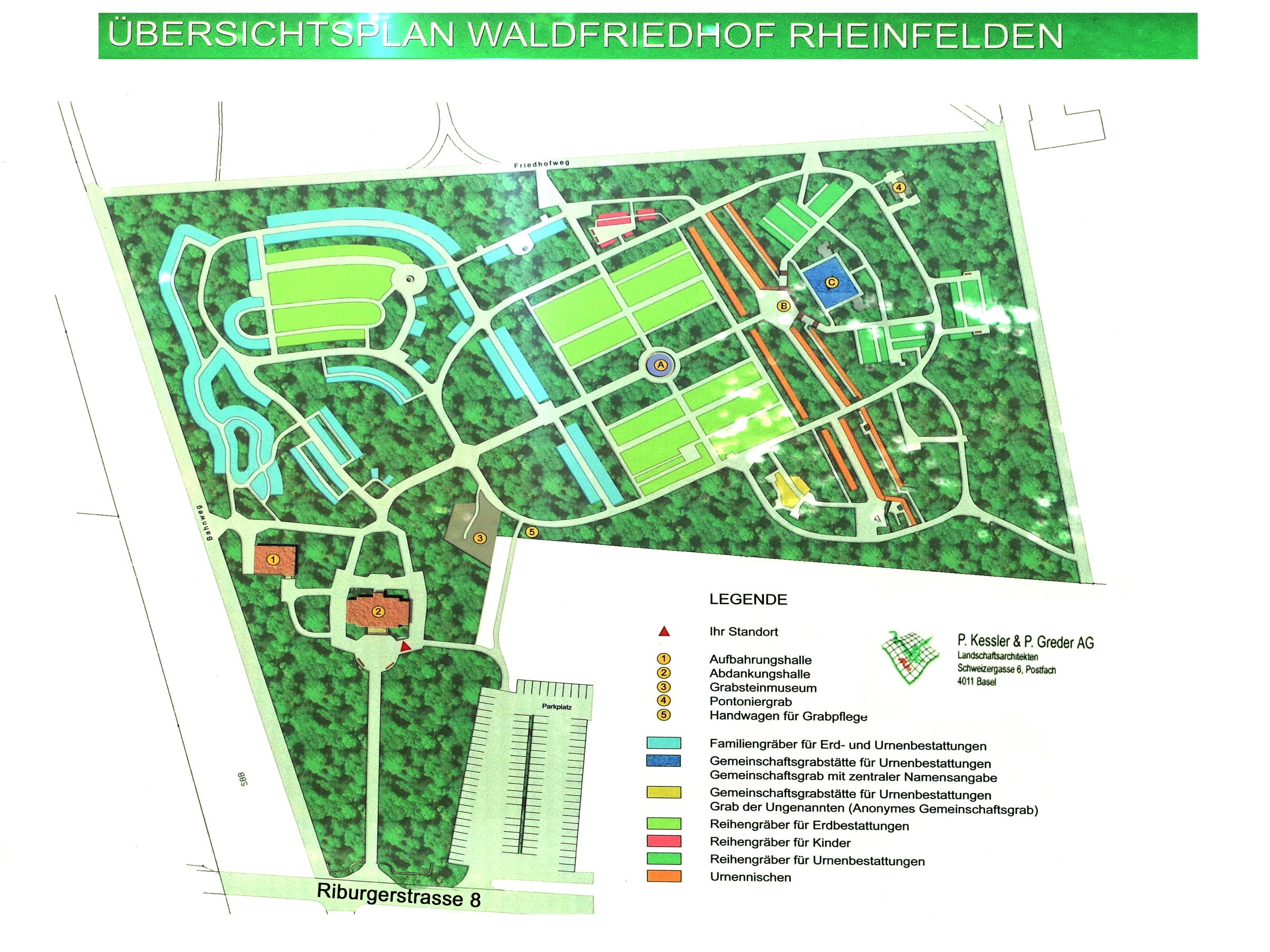
Übersichtsplan des Waldfriedhofs Rheinfelden

Der Waldfriedhof Rheinfelden befindet sich an der Riburgerstrasse 8 in Rheinfelden. Er wurde Mitte der 1920er-Jahre nach den Plänen des Landschaftsarchitekten und Lehrers an der Kantonalen Obst- und Gartenbauschule Oeschberg in Koppigen Albert Baumann (1891–1976) ausgeführt.

## Geschichte und Gestaltung
Die ursprüngliche Idee Baumanns war, einen repräsentativen Eingangsbereich mit zentraler Allee und Schmuckbereichen um die Kapelle anzulegen, die damals noch das einzige Gebäude auf dem Friedhof war. Gerahmt wurde der Bereich vom damals schon bestehenden Wald, so dass der Eingangsbereich eine Art Lichtung bildet. Hinter der Kapelle betrat man den Wald mit den eigentlichen Grabfeldern.
Wesentliche Veränderungen und Ergänzungen erfuhr das Areal ab Mitte der 1940er Jahre durch Helmut Vivell, den jüngsten Sohn des Gartenarchitekten Adolf Vivell. Die durch Vivell geplanten Erweiterungen bilden dabei die ab 1947 sukzessive angelegten Urnenmauern im westlichen Bereich der natürlichen Geländekante und bestanden aus den heute nicht mehr vorhandenen Plattengräbern für Urnenbestattungen. Nebst dem zentral gelegenen Kreuz im Wasserbecken kam 1957 auch das von Otto Frey (1916–2004) aus Laufener Kalkstein gestaltete Pontonier-Denkmal hinzu. Dieses wurde im Gedenken an das Pontonunglück bei Trübbach-Steg vom 20. Juli 1956 errichtet. Weitere Werke sind die vom Bildhauer Paul Agustoni geschaffene Skulptur Grosse Sonne und die Eisenplastik Credo von Daniel Waldner (* 1963).
Auf dem Waldfriedhof befinden sich u. a. eine Abdankungs- und Aufbahrungshalle, ein Grabsteinmuseum im Freien sowie eine von August Suter und Adolf Glatt gestaltete Grabskulptur. 1932 malte Jakob Strasser in der Abdankungskapelle die vier Wandbilder Mutter und Kind, Grablegung, Auferstehung und St. Martin.
Ab den 1990er-Jahren fanden praktisch keine Neugestaltungen mehr statt. Die Ausnahme bildet die Anlage des Gemeinschaftsgrabes oberhalb der Urnenmauern. Ansonsten folgten nur noch einige Instandhaltungs- und Sanierungsarbeiten. Noch heute repräsentiert der Friedhof in Rheinfelden die ursprüngliche Idee des Waldfriedhofes. Dies macht ihn zu einer Besonderheit, da er einer der wenigen existierenden Waldfriedhöfe der Schweiz ist.

## Grabstätten bedeutender Persönlichkeiten
- Bruno Beetschen (1897–1989), Stadtammann 1929–1965
- Garabed Leon Enezian (1926–2007), armenisch-schweizerischer Apotheker
- Josef Enzler (1884–1976), Komponist von Marschmusik, Pseudonym: Xander Seffel
- Miquette Frey-Thilo (1909–2002), Bildhauerin
- Otto Frey (auch Otto Frey-Thilo; 1916–2004), Schweizer Bildhauer
- Robert Haas (1869–1943), Generaldirektor der Kraftübertragungswerke Rheinfelden
- Arthur Habich (1874–1941), Brauerei zum Salmen, Rheinfelden
- Carl Habich-Schilplin (1873–1931), Brauerei zum Salmen, Stadtrat von Rheinfelden
- Karl Habich-Dietschy (1845–1928), Ingenieur, Brauerei zum Salmen, Rheinfelden[3]
- Robert C. Habich-Jagmetti (1915–1988), Ingenieur, Brauerei zum Salmen
- Johannes Hess (1877–1951), Industrieller und technischer Geschäftsführer der Wacker Chemie
- Emilio Guido Hunziker-Habich (1869–1925), Ingenieur für Kanal- und Wasserbau, bes. Kraftwerke am Oberrhein
- Rudolf Indlekofer (1910–1997), Verleger, Kunstsammler
- Richard Molinari (1916–2003), Stadtammann 1966–1987, Gründer des Molinari-Marsches (Rheinfelder 50-Kilometer-Marsch)
- Adolph Roniger-Hürlimann (1880–1961), Besitzer der Brauerei Feldschlösschen[4]
- Emil Roniger-Hoffmann (1883–1958), Schriftsteller, Gründer des Rotapfel-Verlags, Übersetzer, Mäzen, Kunst- und Autografensammler
- Jakob Strasser (1896–1978), Kunstmaler
- Rainer Weibel-Gerster (1921–2002), Direktor der Tonwarenfabrik in Laufen, CVP-Politiker

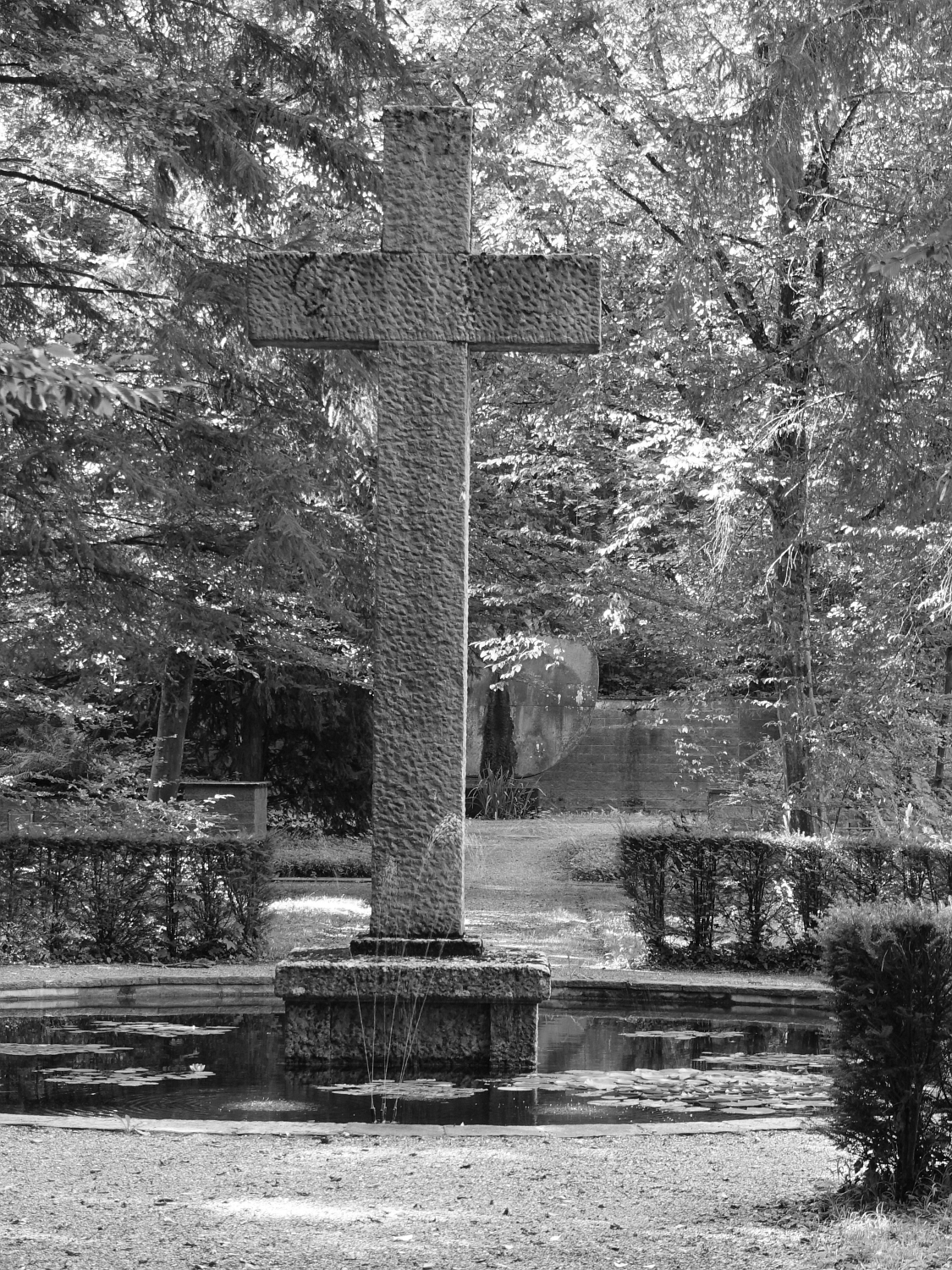
Kreuz und Wasserbecken
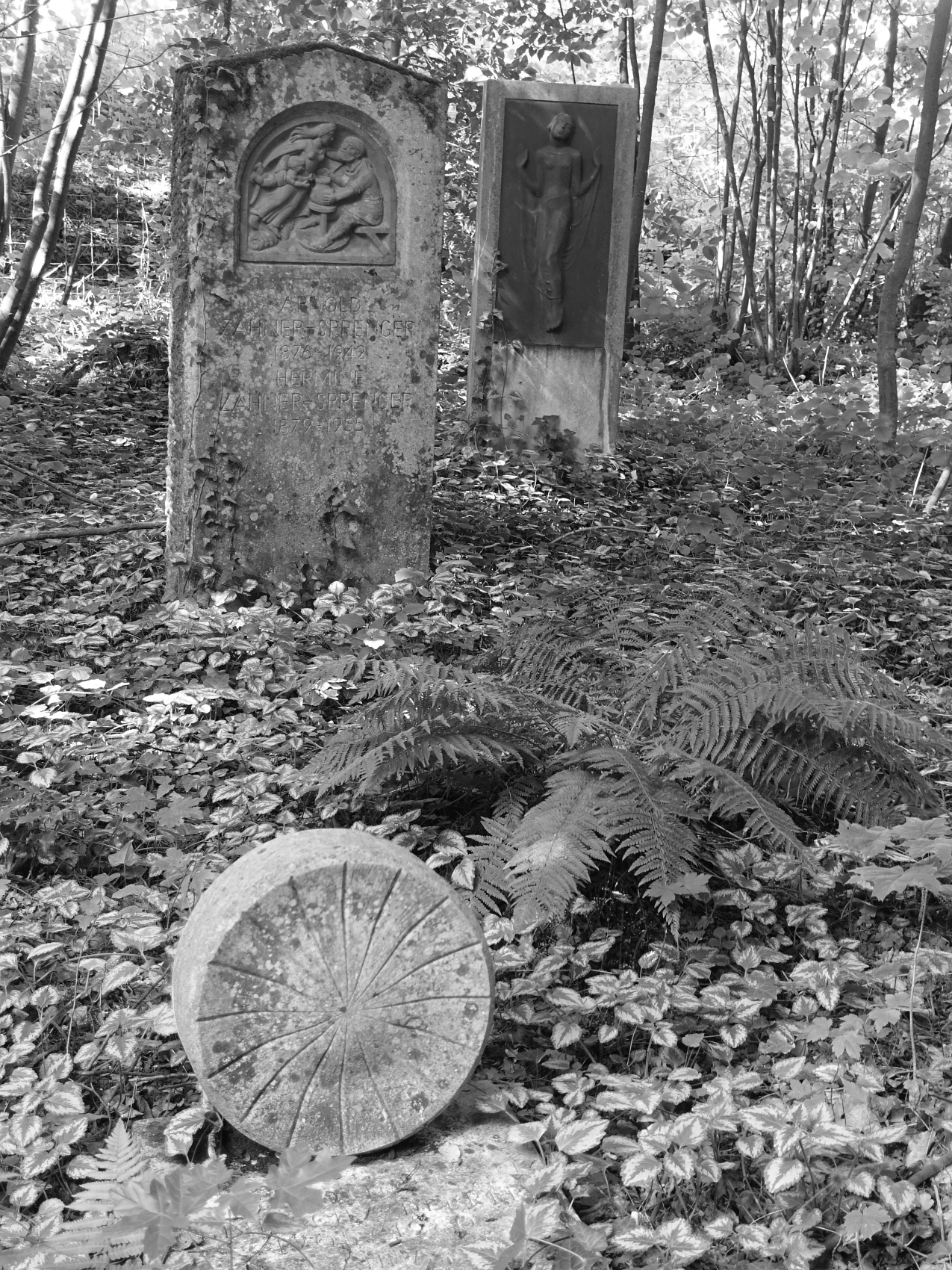
Grabsteinmuseum
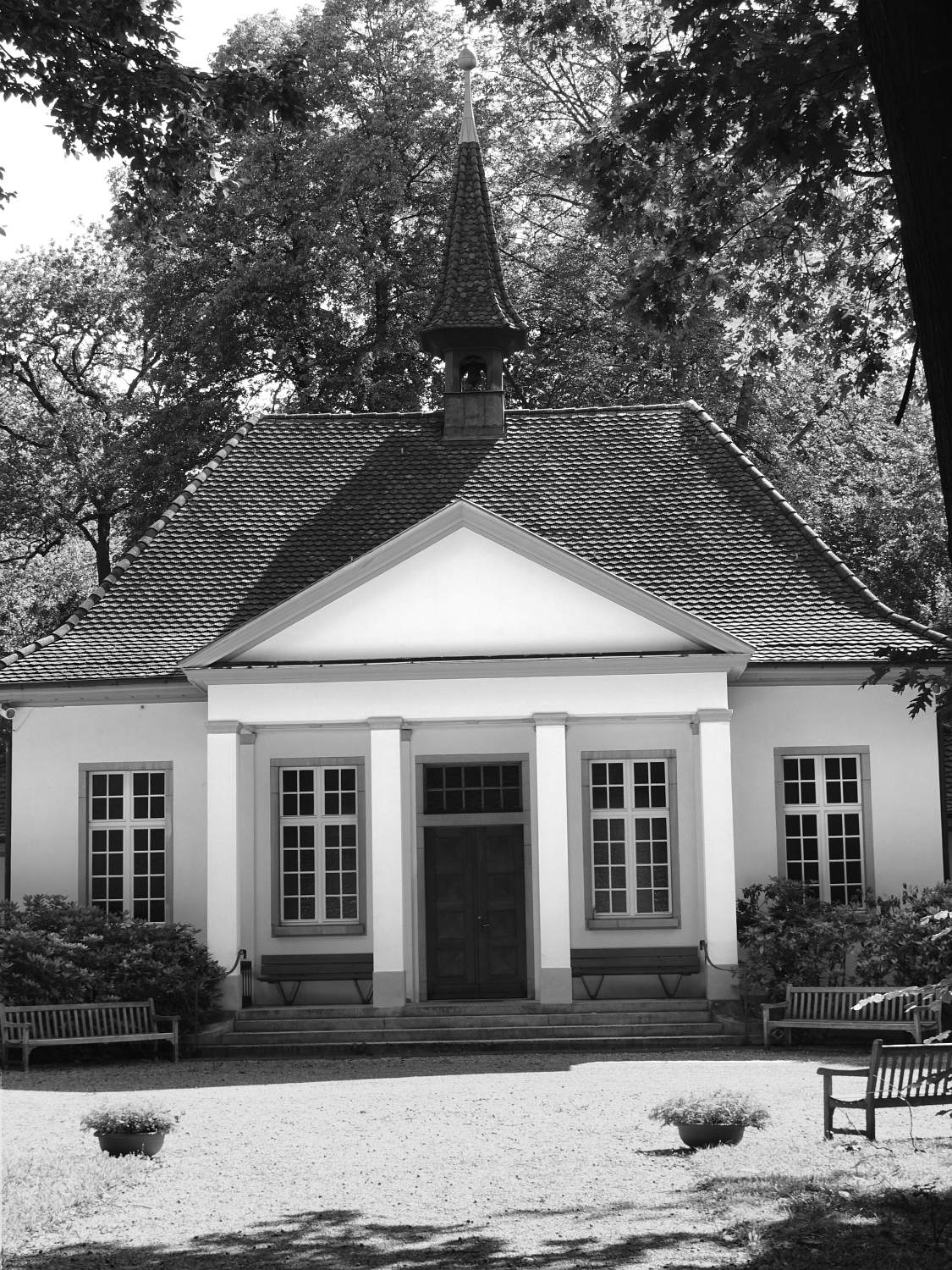
Abdankungshalle
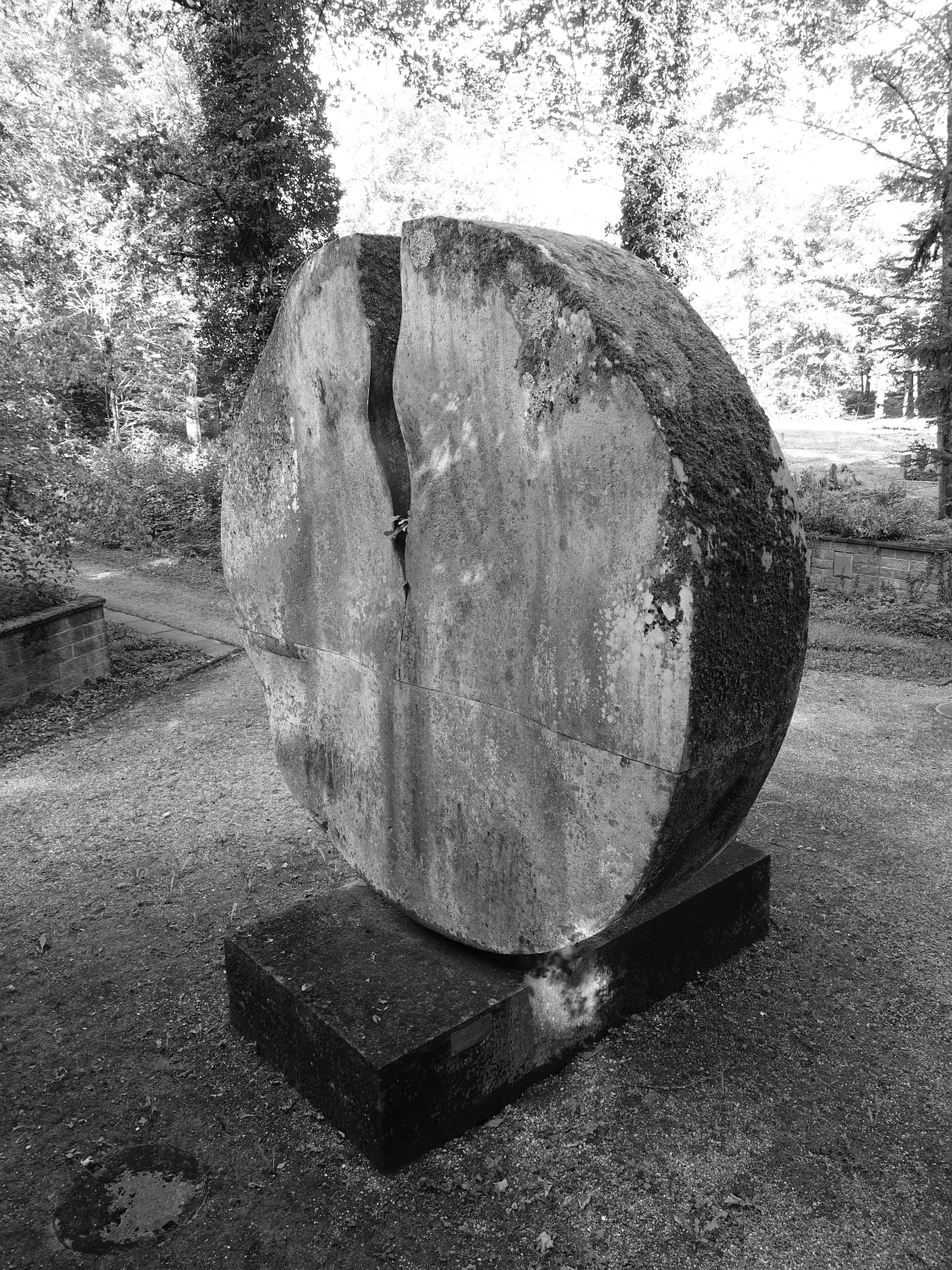
Skulptur, Grosse Sonne, 1958
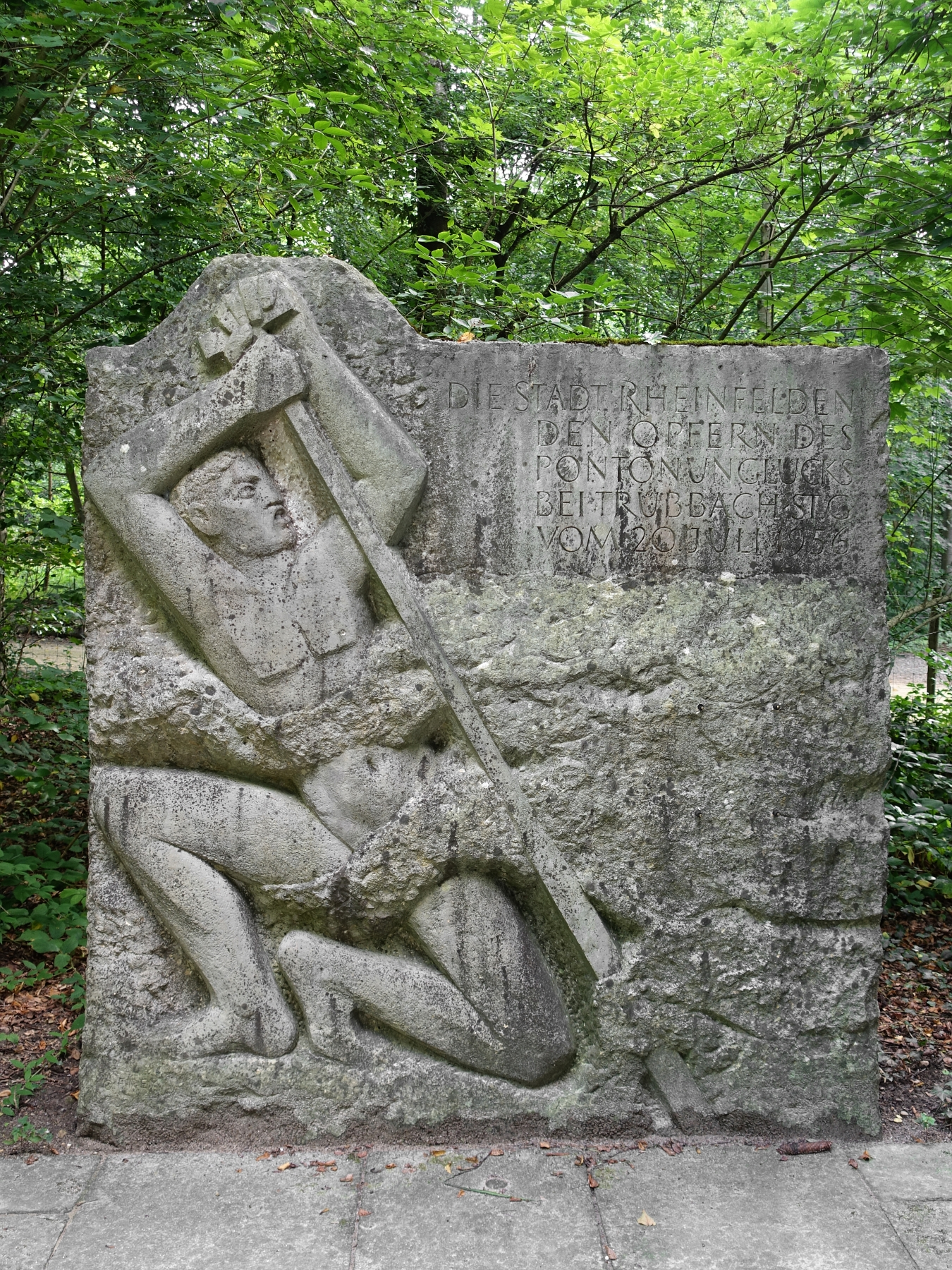
Pontonier-Denkmal, 1957
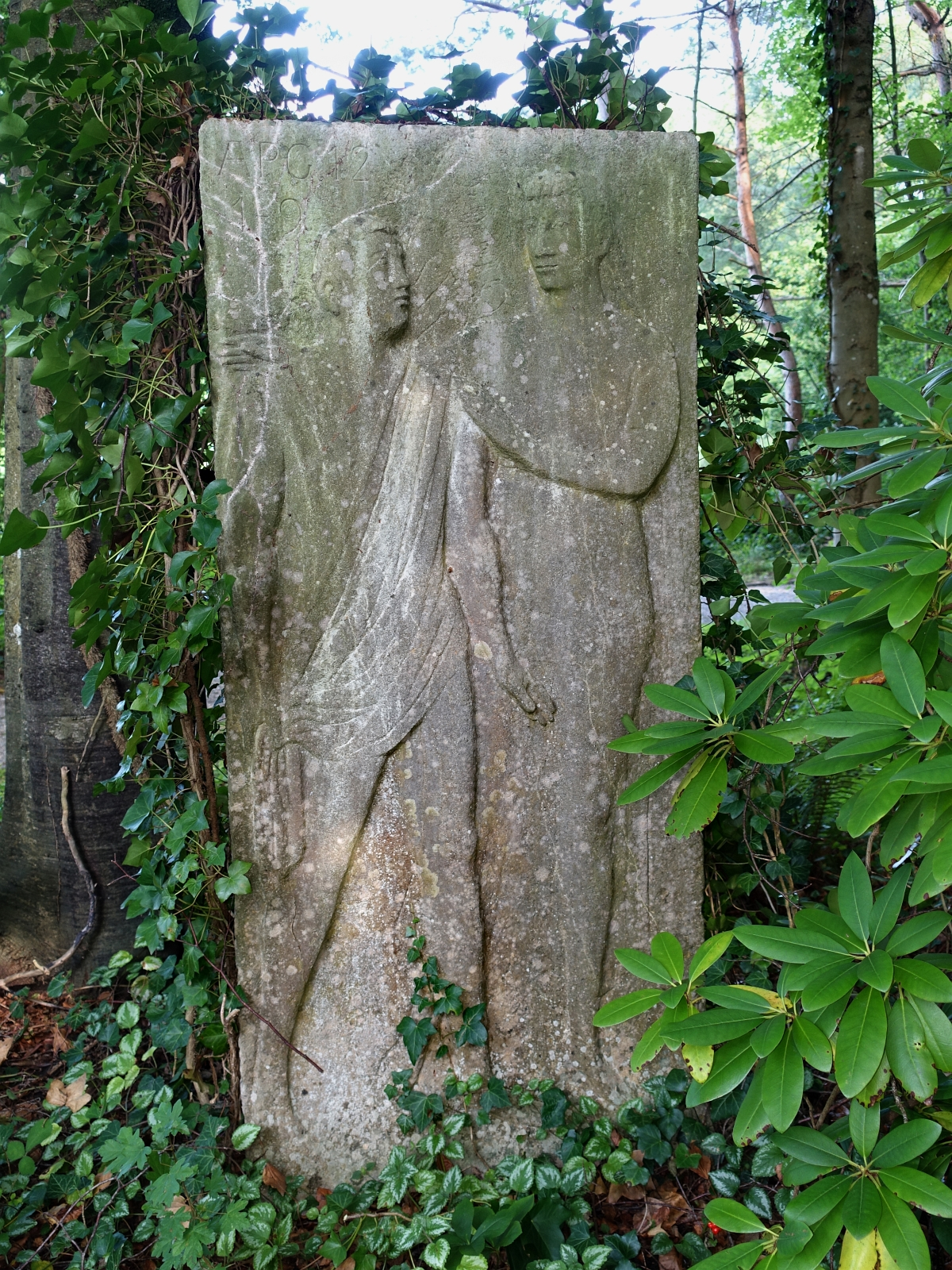
Grabrelief, (Apostelgeschichte 12,1-9 EU)